# Tinie Tempah
Patrick Chukwuem Okogwu Jr. (Plumstead, Londen, 7 november 1988), beter bekend als Tinie Tempah, is een Brits rapper. Tempah's eerste videoclip "Wifey" werd een 'underground'-hit. Het nummer stond tien weken op de eerste plaats in de Channel U Urban Chart in 2006. Hij heeft zijn eerste ep, The Disc-Overy, in augustus 2010 uitgebracht. Op dit album staan onder andere de hitsingles "Pass Out" en "Frisky", welke beide in de top 10 hebben gestaan van de Britse hitlijsten. In februari 2010 toerde hij samen met Chipmunk door Groot-Brittannië.

## Discografie

### Albums
| Album met hitnotering(en) in de Vlaamse Ultratop 200 albums | Datum van verschijnen | Datum van binnenkomst | Hoogste positie | Aantal weken | Opmerkingen |
| ----------------------------------------------------------- | --------------------- | --------------------- | --------------- | ------------ | ----------- |
| Demonstration                                               | 2013                  | 09-11-2013            | 181             | 1*           |             |

### Singles
| Single met eventuele hitnotering(en) in de Nederlandse Top 40 | Datum van verschijnen | Datum van binnenkomst | Hoogste positie | Aantal weken | Opmerkingen                                                          |
| ------------------------------------------------------------- | --------------------- | --------------------- | --------------- | ------------ | -------------------------------------------------------------------- |
| Pass out                                                      | 2010                  | 20-03-2010            | tip14           | -            |                                                                      |
| Miami 2 Ibiza                                                 | 2010                  | 25-09-2010            | 10              | 11           | met Swedish House Mafia / Nr. 1 in de Single Top 100                 |
| Written in the Stars                                          | 2010                  | 01-01-2011            | 19              | 7            | met Eric Turner / Nr. 33 in de Single Top 100                        |
| Invincible                                                    | 2011                  | 12-02-2011            | tip13           | -            | met Kelly Rowland                                                    |
| Love suicide                                                  | 2011                  | 24-12-2011            | 20              | 6            | met Ester Dean / Nr. 20 in de Single Top 100 / Alarmschijf           |
| Earthquake                                                    | 28-11-2011            | 31-12-2011            | tip15           | -            | met Labrinth / Nr. 69 in de Single Top 100                           |
| R.I.P.                                                        | 21-05-2012            | 02-06-2012            | tip16           | -            | met Rita Ora / Nr. 89 in de Single Top 100                           |
| Drinking from the bottle                                      | 2012                  | 05-01-2013            | tip4            | -            | met Calvin Harris / Nr. 83 in de Single Top 100                      |
| Not Letting Go                                                | 2015                  | 25-07-2015            | tip2            | -            | met Jess Glynne / Nr. 98 in de Single Top 100                        |
| Girls Like                                                    | 26-02-2016            | 02-04-2016            | 10              | 16           | met Zara Larsson / Nr. 68 in de Single Top 100                       |
| Diamonds                                                      | 2021                  | 16-10-2021            | tip27*          |              | met Martin Garrix en Julian Jordan                                   |
| How You Samba                                                 | 2023                  | 20-05-2023            | 1 (4 wk)        | *            | met Kris Kross Amsterdam en Sofía Reyes / Nr. 1 in de Single Top 100 |

| Single met hitnotering(en) in de Vlaamse Ultratop 50 | Datum van verschijnen | Datum van binnenkomst | Hoogste positie | Aantal weken | Opmerkingen                             |
| ---------------------------------------------------- | --------------------- | --------------------- | --------------- | ------------ | --------------------------------------- |
| Miami 2 Ibiza                                        | 2010                  | 09-10-2010            | 3               | 16           | met Swedish House Mafia                 |
| Written in the stars                                 | 2010                  | 16-10-2010            | tip5            | -            | met Eric Turner                         |
| Till I'm gone                                        | 01-08-2011            | 06-08-2011            | tip10           | -            | met Wiz Khalifa                         |
| Earthquake                                           | 2011                  | 10-12-2011            | tip6            | -            | met Labrinth                            |
| R.I.P.                                               | 2012                  | 07-07-2012            | 44              | 1            | met Rita Ora                            |
| Drinking from the bottle                             | 2013                  | 16-03-2013            | 34              | 7            | met Calvin Harris                       |
| Trampoline                                           | 2013                  | 10-08-2013            | tip8            | -            | met 2 Chainz                            |
| Lover Not a Fighter                                  | 2014                  | 01-03-2014            | tip60           |              | met Labrinth                            |
| Crazy stupid love                                    | 2014                  | 26-07-2014            | tip74           |              | met Cheryl Cole                         |
| Girls like                                           | 2016                  | 02-04-2016            | 16              | 15           | met Zara Larsson                        |
| Text from Your Ex                                    | 2017                  | 18-02-2017            | tip             | -            | met Tinashe                             |
| Find Me                                              | 2017                  | 29-04-2017            | tip             | -            | met Jake Bugg                           |
| How You Samba                                        | 2023                  | 10-06-2023            | 17              | 15           | met Kris Kross Amsterdam en Sofía Reyes |

## Tours
Hoofdact
- 2010 - Capital 95.8's Summertime Ball - Wembley Stadium
- 2010 - BBC Radio 1's Big Weekend - Bangor, Noord-Wales
- 2010 - College of St Hild and St Bede Summer Ball - Durham, Verenigd Koninkrijk
- 2010 - Wireless Festival - Hyde Park

Voorprogramma
- 2009 - N-Dubz - Christmas Party
- 2010 - Rihanna - The Last Girl on Earth Tour
- 2010 - Mr Hudson - May Nationwide Tour
- 2011 - Usher - OMG Tour
- 2015 - The Script - No Sound Without Silence Tour